# Тонтон (город, Миннесота)
Тонтон (англ. Taunton) — город в округе Лайон, штат Миннесота, США. На площади 2,6 км² (2,6 км² — суша, водоёмов нет), согласно переписи 2002 года, проживают 207 человек. Плотность населения составляет 79,7 чел./км².
- Телефонный код города — 507
- Почтовый индекс — 56291
- FIPS-код города — 27-64264[1]
- GNIS-идентификатор — 0653041[2]